# 코스맥스엔비티
코스맥스엔비티(Cosmax NBT Inc.)는 대한민국의  건강기능식품 ODM 기업이다. 본사는 경기도 성남시 분당구 판교로256번길 25 GB2빌딩 6층 (삼평동,제C동)에 위치해 있다. 대표이사는 김남중이다. 2024년 미국의 건강기능식품 종속회사(COSMAX NBT USA)의 주식 450만주를 약 63억원에 추가 취득하였다

## 논란
2024년 중부지방국세청으로부터 법인세 세무조사 결과로 30억822만원의 추징금을 부과받았다.

## 같이 보기
- 코스맥스
- 코스맥스비티아이

## 참고 문헌
1. ↑  한국IR협의회 기술분석보고서-코스맥스엔비티, 2022.06.30[깨진 링크(과거 내용 찾기)]
2. ↑  코스맥스엔비티 "美 종속회사 주식 63억원에 추가취득", 연합뉴스, 2024.06.27
3. ↑  이승겸, 코스맥스엔비티, 세무조사 추징금 30억…자기자본의 6.4%, 국세신문, 2024.02.20